# 宝兴鹛雀
宝兴鹛雀（学名：Moupinia poecilotis），又名寶興雀鶥、褐尾鹛雀，俗稱石畫眉，为鸦雀科宝兴鹛雀属的鸟类，是中国的特有物种。分布于四川、云南等地，多栖息于针阔混交林或针叶林中。该物种的模式产地在四川宝兴。